# Sonac
Sonac település Franciaországban, Lot megyében. Lakosainak száma 93 fő (2022. január 1.). Sonac Théminettes, Assier, Le Bourg, Livernon, Rudelle és Saint-Simon községekkel határos.

## Népesség
A település népessége az elmúlt években az alábbi módon változott:
| Lakosok száma | 84   | 74   | 69   | 79   | 79   | 83   | 85   | 86   | 88   | 93   |
|               | 1968 | 1982 | 1990 | 2006 | 2013 | 2015 | 2017 | 2019 | 2020 | 2022 |